# Колония (фильм, 2018)
Колония (фр. Une colonie) — канадский драматический фильм из Квебека, снятый Женевьевой Дюлюд-Десель и выпущенный в 2018 году.
В центре сюжета фильма — Милия (Эмили Бьер), школьница старшей школы, которая разрывается между новой дружбой с Жасинт (Кассандра Госселин-Пеллетье), которая побуждает её экспериментировать с сексом и алкоголем, и одноклассником Джимми (Джейкоб Уитдак-Лавуа), который по происхождению является канадским индейцем.

## Сюжет
В одной из деревень Квебека Милия начинает посещать старшую школу. Она живёт вместе со своей младшей сестрой Камилль и родителями Натали и Анри, которые живут на границе обитания абенаков. Камилль часто сталкивается с издевательствами со стороны сверстников в школе, и Милия становится её самым лучшим и единственным другом.
Когда Милия приходит в старшую школу, она обнаруживает, что её шкафчик находится рядом со шкафчиком её кузена Габа. Однако Габ относится к ней довольно холодно. Милия посещает уроки истории и гражданства, где знакомится с Жасинт. Жасинт замечает, что Милия делает заметки на уроке истории, и просит её помочь с заданиями, чтобы не получить плохую оценку. Девушки встречаются, чтобы вместе поработать над домашним заданием, после чего Жасинт приглашает Милию на вечеринку. На вечеринке Милия напивается и уходит, находясь в состоянии алкогольного опьянения. Она просыпается в резервации, где живёт её одноклассник Джимми. Его бабушка позволяет Милии прийти в себя на диване. Когда Милия возвращается домой, она встречает своего отца Генри и категорически отрицает, что пила.
Милия все больше и больше узнает Джимми, поскольку он разрешает Камилль пользоваться его батутом. На уроке истории школьники обсуждают, что они читали о ранних взаимодействиях европейцев с коренными народами Квебека. Когда ученики начинают спрашивать о развращённости коренных народов (с расистской точки зрения европейских поселенцев), Джимми злится и вступает в драку с мальчиками в коридоре, вследствие чего его отчисляют. Жасинт приглашает Милию на вечеринку в честь Хэллоуина, где она и её друзья планируют нарядиться как группа «Fifth Harmony». Хотя вечеринка выпадает на день рождения Камилль, Милия соглашается присоединиться к ним. Позже Милия встречается с Джимми. Джимми говорит, что костюмы на Хэллоуин помогают ему раскрыть своё истинное «я», и делится, что оденется как «индеец». Милия же сообщает, что она и её друзья будут в костюмах «Fifth Harmony», и обижается, когда Джимми критикует её за то, что она одевается как легкодоступная девушка.
Камилль очень расстроилась, когда узнала, что Милия не сможет прийти на её день рождения и что на празднике будут только её родители. Во время вечеринки друзья уговаривают Милию поцеловаться с Винсентом, но она чувствует себя неловко из-за его настойчивых ухаживаний и отказывается. По пути домой она встречает Джимми. Дома Натали и Анри усаживают Милию и Камилль для серьёзного разговора, где они делятся тем, как сильно переживают разлуку. Милия и Камилль расстроены, когда узнают, что их мать выселяет их из дома. Камилль уходит из дома и, встретив Джимми, признается ему в любви. По прошествии времени Милия начинает ходить в новую школу. Она пишет Джимми о том, что прочитала о Колониальном разделе Африки, и о том, что никто из её одноклассников не поверили ей, когда она сказала, что она из леса, а её друг — «воин абенаков». Милия пишет, что сверстники думают, что она необычная, но в заключение добавляет, что она не хочет быть такой, как все.

## В ролях
| Актёр                      | Роль                        |
| -------------------------- | --------------------------- |
| Робин Обер                 | Анри отец Милии             |
| Эмили Бибер                | Милия главная героиня       |
| Ирланд Коте (Irlande Côté) | Камиль младшая сестра Милии |
| Ноэми Годен-Виньо          | Натали мать Милии           |
| Кассандра Госслен-Пеллетье | Жасинта                     |
| Джейкоб Уайтдак-Лавуа      | Джимми                      |

## Прокат
Премьера фильма состоялась на Квебекском городском кинофестивале 2018 года. Он вышел в прокат в начале 2019 года и был показан на Берлинском кинофестивале 2019 года в программе Generation Kplus.

## Награды и номинации
Фильм номинировали 7 раз на 7-й церемонии вручения награды Canadian Screen Awards в 2019 году: за лучший фильм, лучшую женскую роль (Бьер), лучшую мужскую роль второго плана (Уитдак-Лавуа), лучшую женскую роль второго плана (Коте), лучший режиссёр (Dulude-De Celles), лучший художник по костюмам (Эжени Клермон) и приз Джона Даннинга за лучший первый полнометражный фильм.
| Награда                                | Дата              | Категория                             | Номинант                  | Результат | Ссылки        |
| -------------------------------------- | ----------------- | ------------------------------------- | ------------------------- | --------- | ------------- |
| Берлинский международный кинофестиваль | 7-17 февраля 2019 | Хрустальный медведь                   |                           | Победа    | [ 7 ]         |
| Награды Канадского экрана              | 31 марта 2019     | Лучший фильм                          | Фанни Дрю, Сара Мэннеринг | Победа    | [ 8 ] [ 9 ]   |
| Награды Канадского экрана              | 31 марта 2019     | Лучший режиссёр                       | Женевьева Дюлюд-де-Целль  | Номинация | [ 8 ] [ 9 ]   |
| Награды Канадского экрана              | 31 марта 2019     | Лучшая актриса                        | Эмили Бирре               | Победа    | [ 8 ] [ 9 ]   |
| Награды Канадского экрана              | 31 марта 2019     | Лучший актёр второго плана            | Джейкоб Уитдак-Лавуа      | Номинация | [ 8 ] [ 9 ]   |
| Награды Канадского экрана              | 31 марта 2019     | Лучшая актриса второго плана          | Ирланда Коте              | Номинация | [ 8 ] [ 9 ]   |
| Награды Канадского экрана              | 31 марта 2019     | Лучший дизайн костюмов                | Эжени Клермон             | Номинация | [ 8 ] [ 9 ]   |
| Награды Канадского экрана              | 31 марта 2019     | Лучший первый полнометражный фильм    | Женевьева Дюлюд-де-Целль  | Победа    | [ 8 ] [ 9 ]   |
| Prix Iris                              | 2 июн 2019        | Лучший фильм                          | Фанни Дрю, Сара Мэннеринг | Номинация | [ 10 ] [ 11 ] |
| Prix Iris                              | 2 июн 2019        | Лучший режиссёр                       | Женевьева Дюлюд-ДеСель    | Номинация | [ 10 ] [ 11 ] |
| Prix Iris                              | 2 июн 2019        | Лучший сценарий                       | Женевьева Дюлюд-ДеСель    | Номинация | [ 10 ] [ 11 ] |
| Prix Iris                              | 2 июн 2019        | Лучший актёр второго плана            | Робин Обер                | Победа    | [ 10 ] [ 11 ] |
| Prix Iris                              | 2 июн 2019        | Откровение года                       | Эмили Бирре               | Победа    | [ 10 ] [ 11 ] |
| Prix Iris                              | 2 июн 2019        | Откровение года                       | Ирланда Коте              | Номинация | [ 10 ] [ 11 ] |
| Prix Iris                              | 2 июн 2019        | Откровение года                       | Джейкоб Уитдак-Лавуа      | Номинация | [ 10 ] [ 11 ] |
| Prix Iris                              | 2 июн 2019        | Лучший кастинг                        | Ариана Кастелланос        | Победа    | [ 12 ]        |
| Квебекский городской кинофестиваль     | Сентябрь 2018     | Гран При                              |                           | Победа    | [ 3 ]         |
| Кинофестиваль в Уистлере               | Декабрь 2018      | Лучший канадский полнометражный фильм |                           | Победа    | [ 13 ]        |
| Кинофестиваль в Уистлере               | Декабрь 2018      | Лучший режиссёр                       | Женевьева Дюлюд-де-Целль  | Победа    | [ 13 ]        |
| Кинофестиваль в Уистлере               | Декабрь 2018      | Лучшее представление                  | Эмили Бирре               | Победа    | [ 13 ]        |